# Jerzy Piskorz-Nałęcki
Jerzy Wojciech Piskorz-Nałęcki (ur. 5 marca 1930 w Warszawie, zm. 26 września 2019 w Szczecinie) – polski inżynier, doktor nauk technicznych, projektant statków morskich, wynalazca, pedagog, publicysta, poseł na Sejm PRL VI i VII kadencji.

## Życiorys
Po ukończeniu w 1947 gimnazjum w Warszawie, a w 1950 Państwowego Liceum Budownictwa Okrętowego „Conradinum” w Gdańsku został skierowany na studia do Instytutu Inżynierów Floty Morskiej w Odessie na Wydział Budowy Okrętów, który ukończył w 1956 z wyróżnieniem, uzyskując dyplom inżyniera. W 1966 uzyskał stopień doktora nauk technicznych na Wydziale Budowy Okrętów Politechniki Gdańskiej.
W maju 1956 rozpoczął pracę w Stoczni Szczecińskiej jako mistrz na Wydziale Obróbki Kadłubów. Następnie był technologiem, konstruktorem, głównym projektantem, Dyrektorem Technicznym Stoczni a potem przez 18 lat, Generalnym Projektantem i Kierownikiem Biura Projektowo-Konstrukcyjnego Stoczni.
Osobisty dorobek projektowy Jerzego Piskorza-Nałęckiego to:
- Drobnicowiec typu „Kolejarz” o nośności 14250 DWT
- Masowiec typu „Zagłębie Dąbrowskie” – 15600 DWT
- Masowiec typu „Azteca” – 26000 DWT
- Drobnicowiec typu „Bailundo" – 16100 DWT
- Chemikaliowiec typu „Bow Fortune" – 28000 DWT, który  jako najnowocześniejszy wówczas na świecie został ogłoszony przez pismo „Machine Engineering/Log” statkiem roku 1975, a dr inż. Piskorz-Nałęcki, otrzymał Nagrodę Państwową II stopnia.
- MS Bieszczady – szesnastotysięcznik (1968)[2]
- W oparciu o jego projekty Stocznia zbudowała 34 statki z przeznaczeniem dla armatorów z Polski, Czech, Słowacji, Meksyku, Portugalii i Norwegii.

W 1982 stworzył własne, prywatne biuro projektowe „Marine Consultants”. Powstał w nim projekt masowca „Ziemia Górnośląska” – 26 000 DWT, w oparciu o który zbudowano 3 jednostki tego typu w stoczni „Pendik” w Stambule, w Turcji dla Polskiej Żeglugi Morskiej.
Stworzył projekty dwu systemów wydobywania konkrecji polimetalowych z dna Pacyfiku (z głębokości 4000 m) oraz projekt statku z pomocniczym napędem rotorowym.
W latach 1991–1995 Jerzy Piskorz-Nałęcki prowadził własną firmę „Marmet” w Szczecinie zajmującą się projektowaniem i budową statków. Współpracował ze Stocznią Szczecińską i ze stoczniami niemieckimi w Berlinie, w Berne (k. Bremy) i w Stralsundzie, dostarczając im sekcje kadłubów statków i wysyłając zespoły pracowników do ich montażu.
Od 1993 był właścicielem i projektantem firmy projektowo-konsultingowej „Marcon”, gdzie opracował projekt statku szkolno-badawczego „Nawigator XXI”, zbudowany w 1997 przez Gdańską Stocznię „Remontową” dla Akademii Morskiej w Szczecinie.
W latach 1976–1991 był wykładowcą projektowania okrętów, a następnie profesorem kontraktowym w Instytucie Okrętowym Politechniki Szczecińskiej, a w latach 1994–1995 wykładowcą projektowania okrętów w Akademii Morskiej w Szczecinie.
Wydał książkę Niezatapialność statków (Wydawnictwo Morskie 1976) i skrypt „Projektowanie statków morskich” (Wydawnictwo Politechniki Szczecińskiej 1981–1982). Posiada 35 patentów krajowych i zagranicznych i tyleż publikacji w fachowych czasopismach krajowych i zagranicznych lub referatów na krajowych i międzynarodowych konferencjach naukowych.
Wydał książki Potopy (2005) oraz Prawdziwa historia Arki Noego (2007), obie tłumaczone na język angielski. Jest współtwórcą Pomnika Czynu Polaków w Szczecinie.
W latach 1972–1980 był posłem na Sejm PRL VI i VII kadencji. Był inicjatorem i autorem ustawy o polskiej morskiej strefie ekonomicznej na Bałtyku oraz współautorem ustawy o morskiej granicy Państwa. Był członkiem Polskiej Zjednoczonej Partii Robotniczej (od 1952; w 1964 był delegatem na jej IV Zjazd) i Stowarzyszenia Inżynierów i Techników Mechaników Polskich.
Odznaczony m.in.: Krzyżem Kawalerskim Orderu Odrodzenia Polski, Srebrnym Krzyżem Zasługi, Medalem Komisji Edukacji Narodowej oraz innymi medalami i odznaczeniami honorowymi.
Zmarł 26 września 2019, pochowany został 1 października na cmentarzu Centralnym w Szczecinie (kwatera 12 A).

## Życie prywatne
Syn Józefa i Janiny. Józef, członek Polskiej Organizacji Wojskowej, uczestnik wojny polsko-bolszewickiej w 1920, oficer Wojska Polskiego, inżynier, w czasie okupacji więzień Pawiaka, powieszony przez hitlerowców publicznie w Warszawie w październiku 1942. Był żonaty od 1955. Żona Ludmiła z domu Zubricka, absolwentka Uniwersytetu Wrocławskiego, doktor nauk humanistycznych, odznaczona Medalem Komisji Edukacji Narodowej i innymi odznaczeniami. W 2005 małżonkowie Piskorz-Nałęccy zostali przez Prezydenta RP odznaczeni Medalami za Długoletnie Pożycie Małżeńskie. Mają syna Wojciecha.

## Publikacje
- Niezatapialność statków, Wydawnictwo Morskie, Gdańsk 1976.
- Projektowanie statków morskich, Wydawnictwo Politechniki Szczecińskiej, Szczecin 1981–1982.
- Prawdziwa Historia Arki Noego, Wydawnictwo LINK, Szczecin 2007.
- Potopy, Wydawnictwo LINK, Szczecin 2009.